# Nieder-Erlenbach
Nieder-Erlenbach, Frankfurt-Nieder-Erlenbach – 13. okręg administracyjny (Ortsbezirk) we Frankfurcie nad Menem, w kraju związkowym Hesja, w Niemczech. Liczy 4 606 mieszkańców (31 grudnia 2013) i ma powierzchnię 8,34 km².

## Dzielnice
W skład okręgu wchodzi jedna dzielnica (Stadtteil): Nieder-Erlenbach.